# 李松 (正德進士)
李松（1488年—？），字節夫，號寓山，直隸蘇州府長洲縣人，民籍，明朝政治人物。

## 生平
應天鄉試第十四名舉人，正德十六年（1521年）辛巳科進士。嘉靖二年（1523年）授固安縣知縣。升南京刑部主事，八年九月改任南京河南道監察御史，十年十二月因弹劾王琼被逮下狱。後復任北道御史，十六年巡按山东，本年十一月丁母憂。

## 家族
曾祖李公進；祖父李實；父李洪，母葉氏。具庆下。